# Remo Lauricella
Remo Lauricella (Londres, 1912 - Londres, 19 de enero de 2003) fue un violinista británico que, durante muchos años, fue el concertino de la Orquesta Filarmónica de Londres.
Sus padres eran inmigrantes italianos que había dejado Catania para instalarse en el Reino Unido. Remo recibió las primeras clases de violín de su padre, un sastre italiano. Continuó su formación en el Royal College of Music de Londres, donde coincidió con el también estudiante Benjamin Britten, con el que hizo gran amistad: con Britten como pianista y con el violonchelista Bernard Richards solía juntarse para interpretar tríos para piano. Posteriormente, Lauricella amplió estudios en Siena y Santiago de Compostela. Fue primer violín de la Orquesta Filarmónica de Londres y también tocó música de cámara.

## Instrumento
Lauricella era propietario desde 1968 de un violín stradivarius llamado «Vesuvio», que había pertenecido con anterioridad al violinista español Antonio Brosa. Tras la muerte de Lauricella, el violín regresó a Cremona, ciudad donde había sido construido. 

## Composiciones
Remo Lauricella compuso alguna obra musical, especialmente para violín.
- African Interlude, para violín y piano (dedicada a Jascha Heifetz).
- Danza siciliana, para violín y piano.